# 涂国士
涂国士（1919年—2015年2月3日），男，四川江津人，中国药物分析化学家，曾任卫生部药品生物制品检定所研究员，药典委员会委员。